# Hawker Hunter

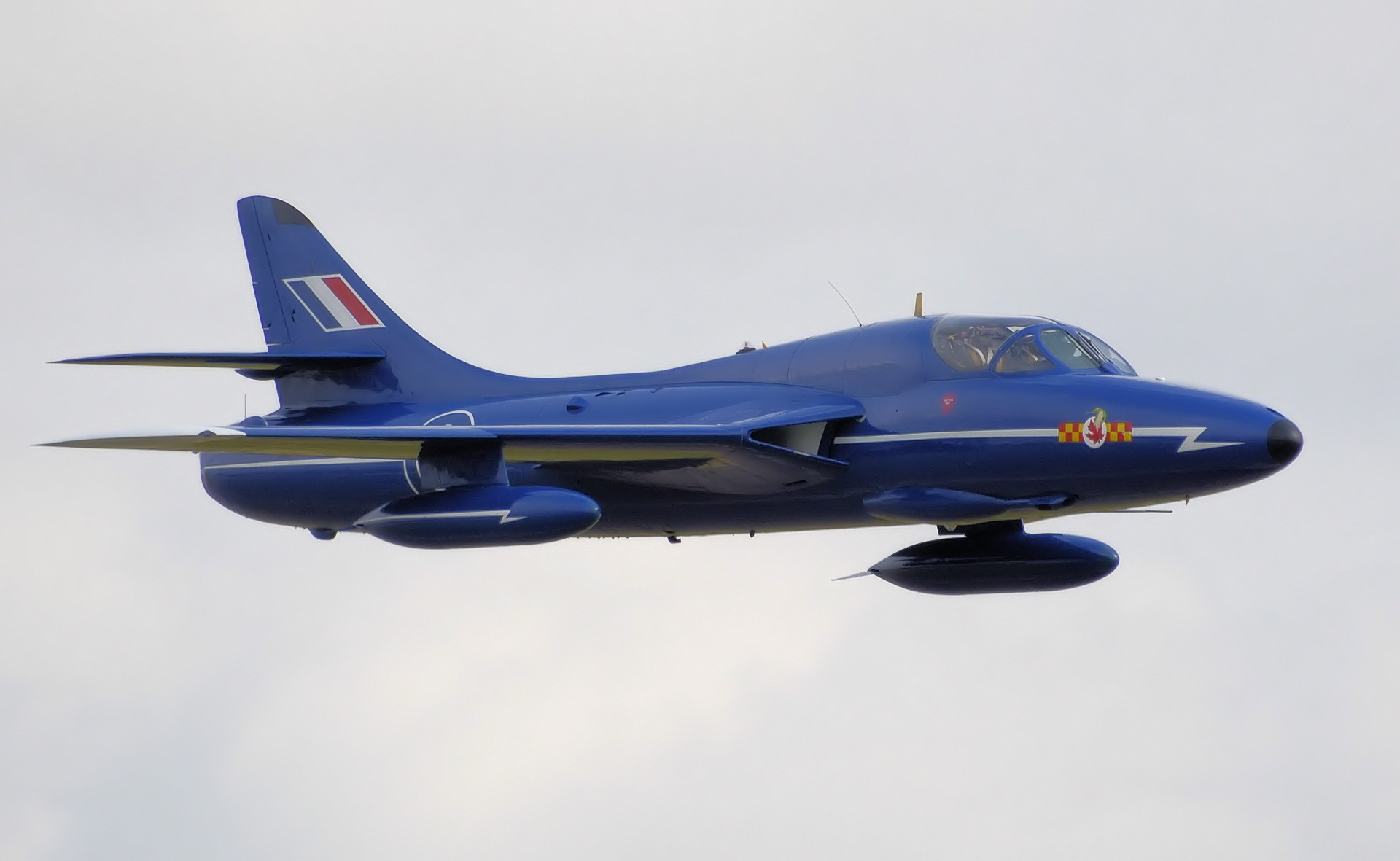
Der zivile Doppelsitzer „Blue Diamond“ (XL577), die Maschine ist 2016 in Silber lackiert und trägt jordanische Kennzeichen

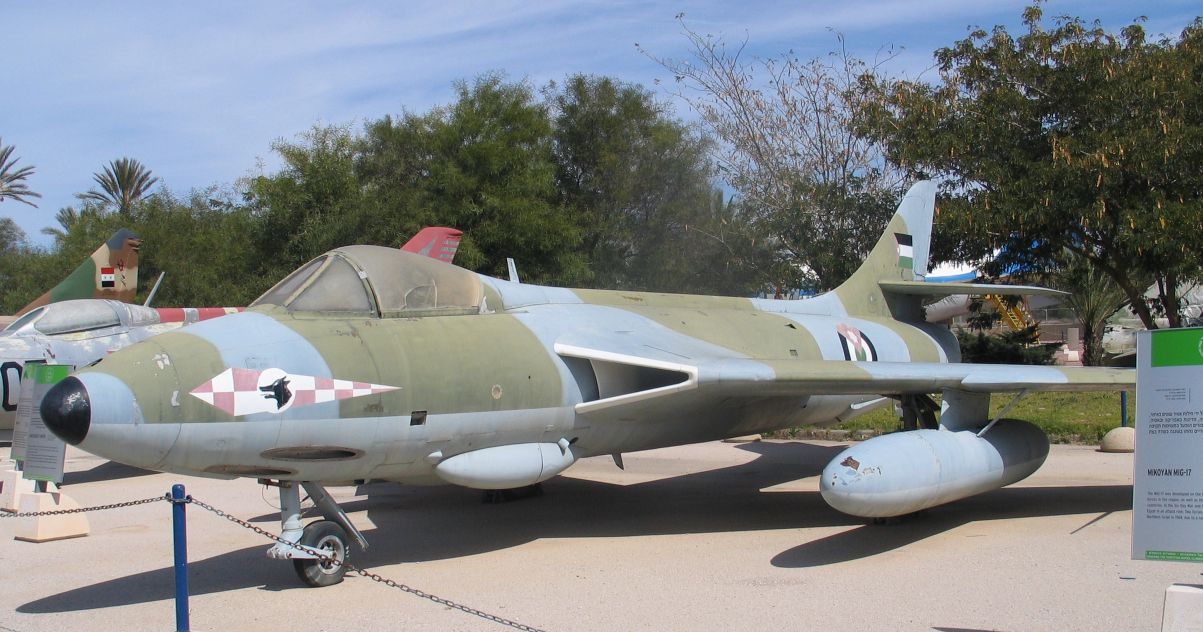
Von Israel erbeutete jordanische Hunter

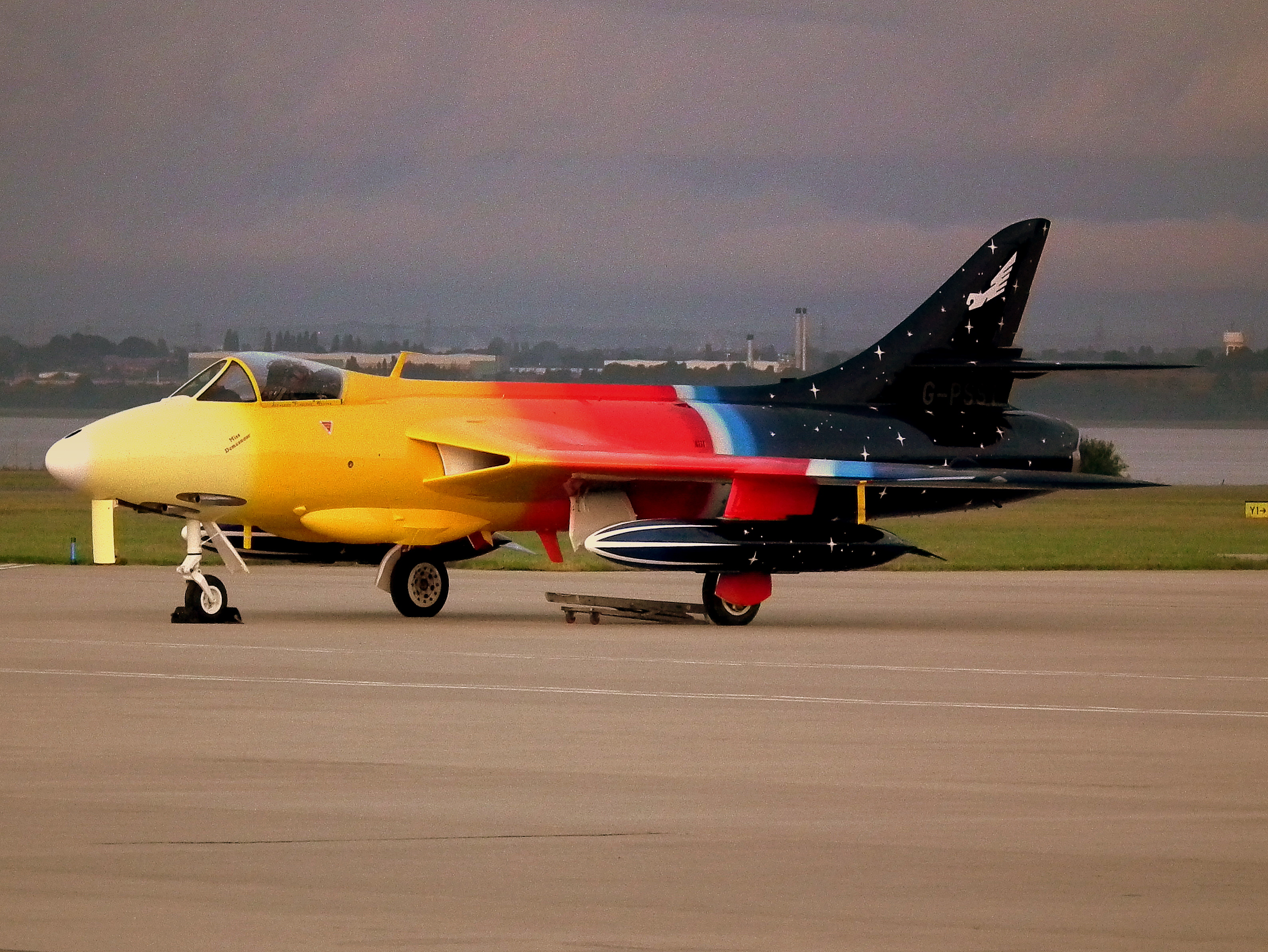
Jonathon Whaleys private Hunter Miss Demeanour war die J-4104 der Schweizer Luftwaffe

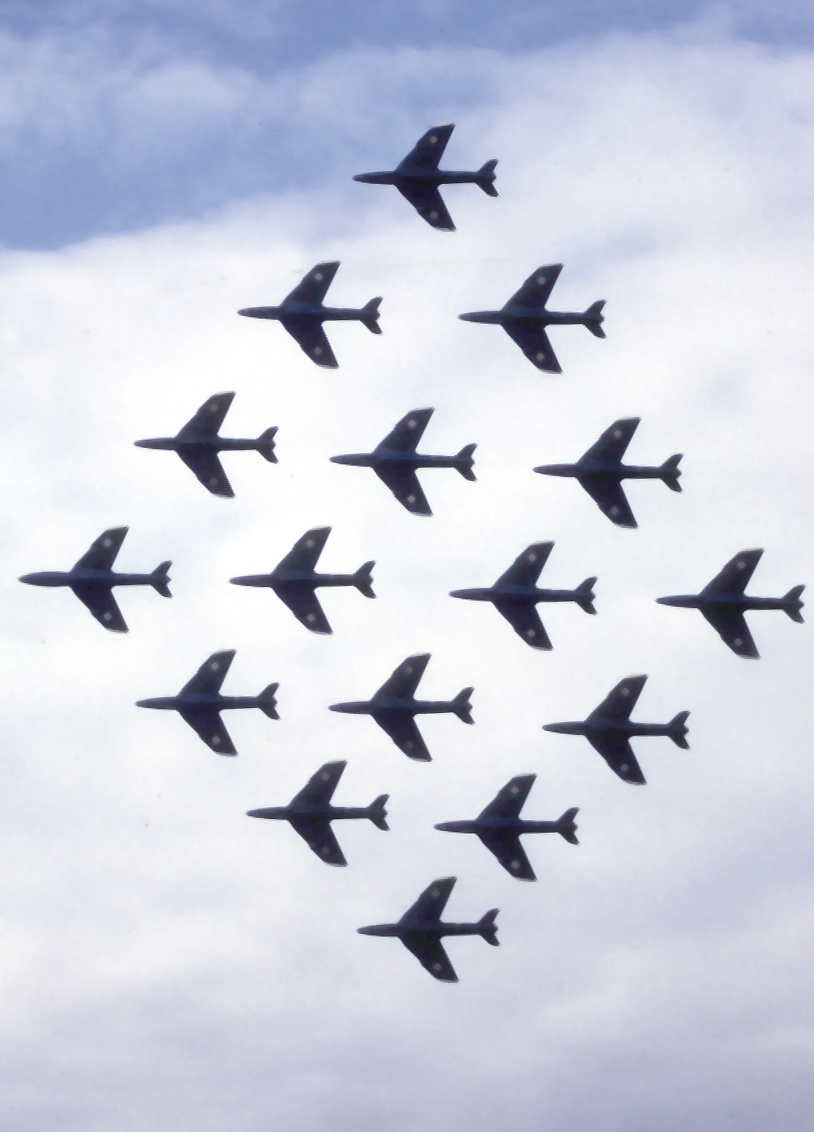
16 Hunter der Black Arrows der Royal Air Force im Formationsflug

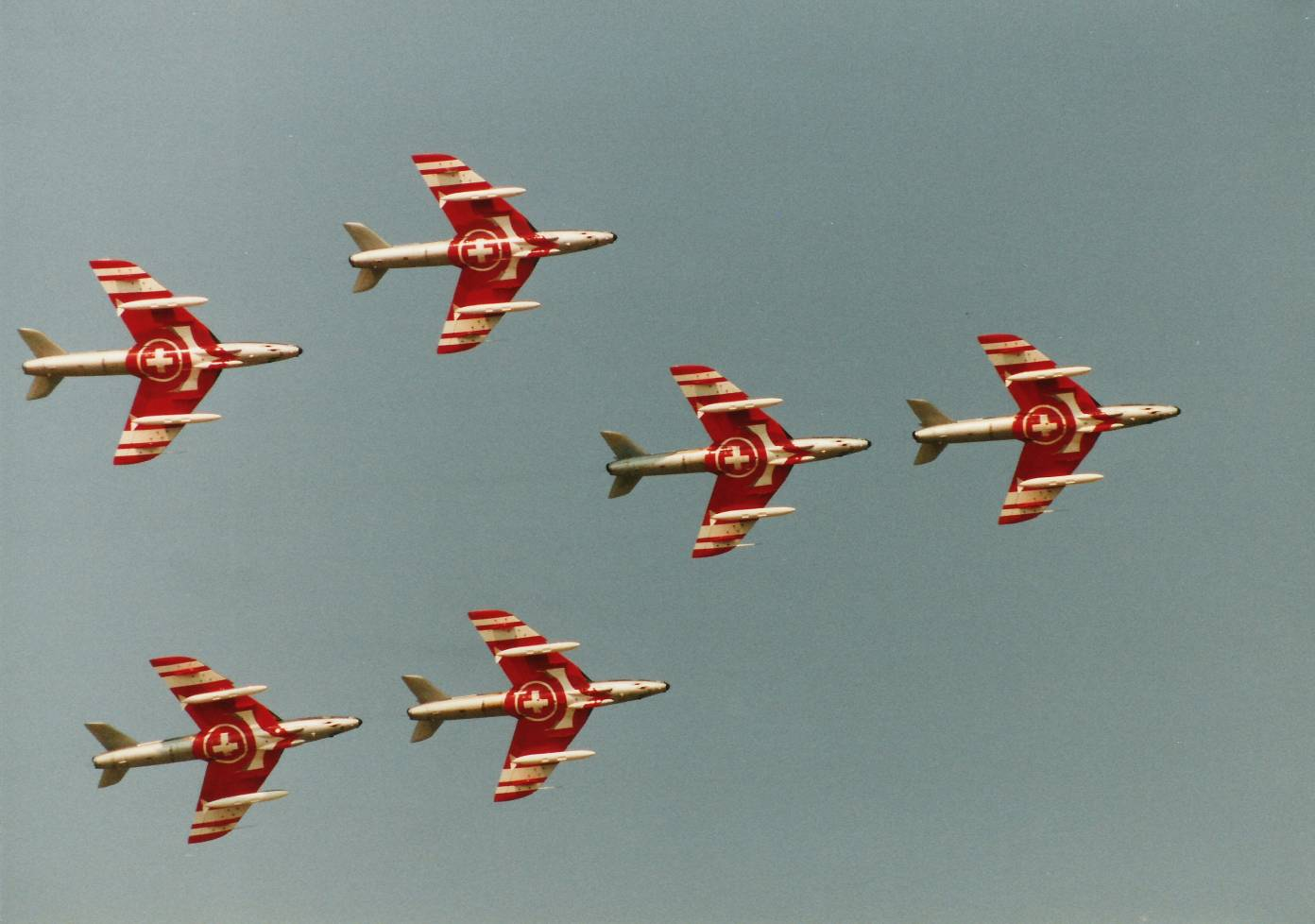
Hunter der Patrouille Suisse 1991

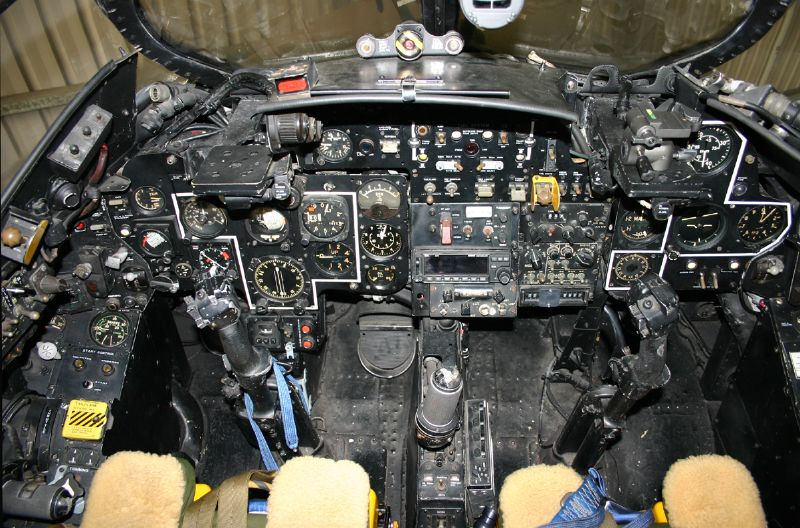
Cockpit der Trainerversion T 75

Die Hawker Hunter ist ein einstrahliges Kampfflugzeug der Zeit des Kalten Krieges aus britischer Produktion. Im Einsatz war der Flugzeugtyp des Herstellers Hawker Siddeley ab 1954 hauptsächlich bei der Royal Air Force. Sie wurde auch in andere Länder exportiert und war mit Erstflug 1951 das älteste noch aktive Kampfflugzeug mit Strahlantrieb der Welt, als die letzten Exemplare 2014 vom Libanon außer Dienst gestellt wurden.

## Geschichte

### Entwicklung
Die Hawker Hunter wurde in den 1950er-Jahren entwickelt, um sowjetische Bomberverbände vor den britischen Inseln abfangen zu können. Für das Flugzeug war kein eigenes Bordradar vorgesehen, da die Führung durch eine Bodenleitstelle erfolgen sollte. Da zu dieser Zeit in Großbritannien die Entwicklung von Lenkwaffen noch in der Entwicklungsphase war, konzentrierten sich die Entwickler auf Maschinenkanonen als Hauptbewaffnung. Gemäß einer Forderung des britischen Verteidigungsministeriums sollte der neue Abfangjäger schon mit einem kurzen Feuerstoß seiner Maschinenkanonen einen sowjetischen Bomber zum Absturz bringen können. Als Lösung wurde eine schnell austauschbare Wanne mit vier 30-mm-ADEN-Maschinenkanonen (Armament Development Establishment) in den Rumpf eingebaut, die auch bei kurzen Feuerstößen ein großes Geschossgewicht ins Ziel bringen konnte. Zu Beginn waren die Vibrationen und Gase der Maschinenkanonen problematisch; später war die Hawker Hunter für die Erdkampfunterstützung vorgesehen, wobei nur zwei Maschinenkanonen eingebaut wurden.
Der Testpilot und Geschwaderführer (Squadron Leader) Neville Duke führte mit dem von Sydney Camm entworfenen Prototyp Hawker P.1067 Hunter, ausgestattet mit dem Avon-103-Triebwerk einer English Electric Canberra, am 20. Juli 1951 den Erstflug durch. Am 7. September 1953 stellte er mit 1173 km/h (753 mph) einen offiziellen Geschwindigkeitsweltrekord auf. Der Hunter durchbrach bei Flugshows im Bahnneigungsflug mehrfach die Schallmauer. Die Produktion der Hunter F.1 wurde für die Royal Air Force (RAF) im Jahre 1950 aufgenommen, und im Juli 1954 wurde sie in Dienst gestellt. Kurze Zeit später folgten bereits die Versionen Mk.2 bis 5.
1952 hatte sich die NATO entschieden, die Beschaffung eines neuen europäischen Jagdflugzeuges zu unterstützen. Amerikanische Piloten flogen den Hunter gegen die Supermarine Swift, wobei jene unterlag. Die USA unterstützten in der Folge die Beschaffung von 950 Hunter F4. Ein Teil davon würde der RAF und der dänischen Luftwaffe zugutekommen. Der Großteil der Flugzeuge ging nach Belgien und den Niederlanden.
1955 begann man mit der Herstellung der F6, und bis 1958 waren alle Einsatzstaffeln der RAF mit dieser Maschine ausgestattet. Ab 1958 wandte man sich an den Hersteller mit der Aufgabe, die F6 speziell für den Angriff auf Bodenziele auszulegen. Für die Modifikationen wie einen Behälter für einen im Heck untergebrachten Bremsschirm und Zusatztanks, die rund 1045 Liter (230 britische Gallonen) Treibstoff fassen konnten, mussten Aussparungen an den Landeklappen vorgenommen werden, auch wurde die Klimaanlage verbessert. Von dieser Version wurden 128 Stück produziert und als FGA.9 bezeichnet. Das Muster war mit Rolls-Royce-Avon-203-Triebwerken ausgestattet (Zwischenversion Mk.9); später erhielt sie die verbesserten Avon-207-Triebwerke mit einer Leistung von 45,15 kN (10.150 lb) Standschub.

### Truppendienst
Die erste Einsatzstaffel war ab Juli 1954 die 43. Squadron in RAF Leuchars. Anfangs flogen Hunter, insbesondere der Jagdversionen F4 und F6 und andere, bei verschiedenen Staffeln der RAF Germany (siehe im Abschnitt Nutzung weiter unten). Im Jahr 1959 standen Hunter bei 18 RAF-Staffeln im Einsatz. Flugzeuge der weiterentwickelten Mehrzweck-Baureihe FGA.9 für Bodenangriff und Luftkampf wurden später bei den Squadrons No. 1, 8, 20, 28, 43, 54 und 208 eingesetzt, dann auch bei den Squadrons No. 45 und 58 und den Tactical Weapons Units No. 1 und 2 im Vereinigten Königreich als Übungsflugzeug. Als Kampfaufklärer FR10 diente die Hawker Hunter bis Anfang der 1970er-Jahre bei der RAF in Deutschland; bis auf einige Schul- und Testmaschinen wurde sie 1980 bei der RAF außer Dienst gestellt.
In der Schweiz blieb sie deutlich länger – bis ins Jahr 1994 – im Dienst; sie wurde mehrmals modifiziert (ausführliche Informationen hierzu siehe im separaten Abschnitt weiter unten).
Aufgrund seiner hervorragenden Handling-Eigenschaften war der Hunter immer auch eine von Kunstflug-Teams bevorzugte Maschine, von den RAF-Teams Black Arrows und Blue Diamonds der frühen 1960er-Jahre bis hin zur Patrouille Suisse.
2014 stand der Hunter nur noch im Libanon im Truppendienst: Drei FGA Mk.70A und ein Trainer T.Mk.66C.
Im Ursprungsland wurden Hunter 2012 erneut zu militärischen Zwecken verwendet. Die Firma Hawker Hunter Aviation flog im Frühjahr des Jahres, zunächst versuchsweise, im Auftrag der Royal Navy Flugzieldarstellung von der Royal Naval Air Station Yeovilton aus mit Hunter Mk.58 und T.8.

### Kampfeinsätze
Der Hunter hat in zahlreichen Konflikten eine Rolle gespielt:
- Sechstagekrieg 1967 (von Piloten der jordanischen und der irakischen Luftwaffe geflogen)
- Chile: beim Putsch gegen den 1970 gewählten sozialistischen Präsidenten Salvador Allende bombardierten Hunter den Präsidentenpalast, Allendes Haus und Radiostationen.
- Bei Bürgerkriegen in Somalia
- Rhodesien: gegen ZANU/ZAPU in den 1970er-Jahren
- Unterstützung für Laurent-Désiré Kabila durch Simbabwe beim zweiten Kongokrieg (1998 bis 2003)
- Die Squadron No. 7 der Indian Air Force (IAF) erhielt im Januar 1958 die ersten Hunter. Sie flogen im zweiten (1965) sowie im Dritten Indisch-Pakistanischen Krieg (1971, auch Bangladesch-Krieg genannt)
- Stellvertreterkrieg im Jemen zwischen Ägypten und Saudi-Arabien in den Jahren 1962–67: die ägyptische Luftwaffe setzte MiG-17 ein; zwischen diesen und Huntern der Royal Saudi Air Force kam es gelegentlich zu Luftkämpfen. Ägypten hatte bis 1967 eine Union mit dem Nordjemen.

## Technik

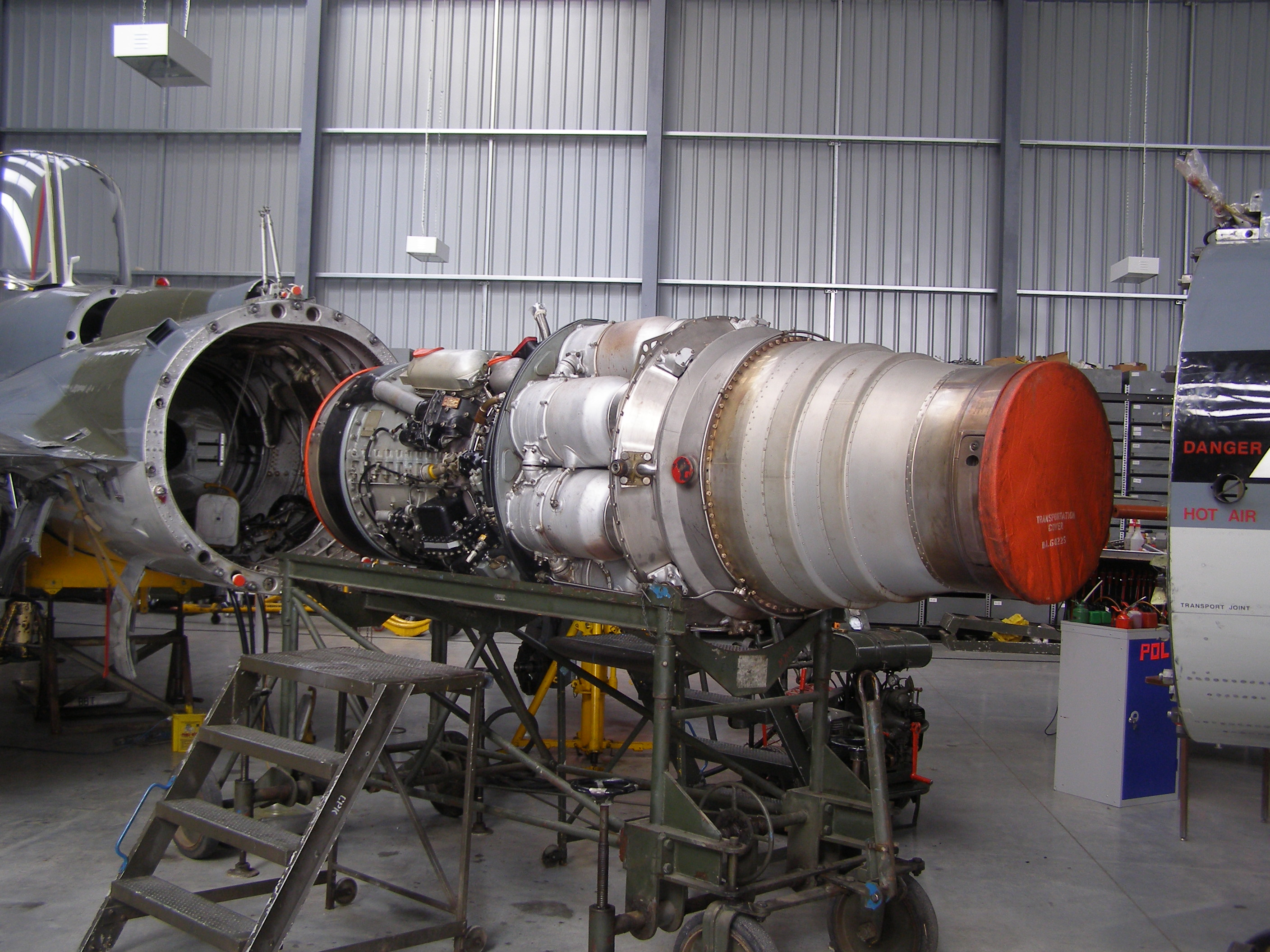
Triebwerk eines Hunter

### Varianten
Für die Streitkräfte des Vereinigten Königreiches wurden folgende Baureihen entwickelt (vgl. Bezeichnungssystem für Luftfahrzeuge der britischen Streitkräfte#Varianten- und Nutzungskennung):
P.1067
Prototyp des einsitzigen Tagjägers, 3 gebaut
Hunter F.Mk.1
Tagjagdflugzeug für die Royal Air Force (RAF) mit Rolls-Royce-Avon-Triebwerk, 139 gebaut
Hunter F.Mk.2
Tagjagdflugzeug mit Wright-J65-Triebwerk, 45 gebaut
Hunter F.Mk.3
Rekordflugzeug, 1 umgebauter Prototyp
Hunter F.Mk.4
Tagjagdflugzeug, gegenüber dem F.Mk.1 weiter verbesserte Tagjagd-Variante mit Avon-Mk-115/121-Triebwerk und Flügeltanks und Unterflügelstationen für abwerfbare Tanks, Mitte der 1950er für kürzere Zeit bei vier Geschwadern der 2. Tactical Air Force der RAF in Deutschland eingesetzt, 349 gebaut, zuzüglich 97 Lizenzbauten für die Koninklijke Luchtmacht (Klu) und 113 für die Belgische Luftmacht
Hunter F.Mk.5
Tagjagdflugzeug, entsprechende Version mit Sapphire-Mk-101-Triebwerk, 105 gebaut
Hunter F.Mk.6
nochmals verbesserte Variante des Tagjägers mit Avon-Mk-203-Triebwerk, nochmals größerer Kraftstoffkapazität durch einen geänderten Flügel (Kennzeichen: Versatz der Vorderkante) und vier Flügelstationen. Der Erstflug war am 25. März 1955, Einsatz unter anderem bei der 2. Tactical Air Force/RAF Germany, 384 gebaut zuzüglich 97 Lizenzbauten für die Niederlande und 144 für Belgien
Hunter F.Mk.6A
wie der F.Mk.6, jedoch mit schubstärkeren Mk-207-Triebwerk, 24 umgerüstete F.Mk.6
P.1181
Prototyp des zweisitzigen Trainers, 2 gebaut
Hunter T.Mk.7
zweisitziger Trainer, der aus dem F.Mk.4 entwickelt wurde, inklusive F.Mk.6-Tragflächen mit dem Versatz der Vorderkante. Der Erstflug war am 11. Oktober 1957, 45 neu gebaut, 6 umgerüstet, zuzüglich 20 für die Niederlande
Hunter T.Mk.7A(B)
Trainer für den nur als Einsitzer gebauten Buccaneer, 5 umgerüstet
Hunter T.Mk.8
Version des T.Mk.7 für die Royal Navy (RN), die mit einem Fanghaken ausgerüstet wurde, 10 neu gebaut, 18 umgerüstet,
Hunter T.Mk.8B/C
mit TACAN ausgerüstet, die Sub-Variante B auch mit EFIS, dafür aber ohne Bordkanone, 3/10 umgerüstet
Hunter T.Mk.8M
mit dem Blue-Fox-Radar der Sea-Harrier, 3 umgerüstet
Hunter FGA.Mk.9
einsitziges Erdkampfflugzeug, das aus dem F.Mk.6 entwickelt wurde. Es besitzt das Avon-Mk-207-Triebwerk, eine verstärkte Zelle und eine höhere Waffenzuladung. Von dieser Baureihe gibt es zahlreiche Exportversionen, 128 umgerüstete F.Mk.6.
Hunter FR.Mk.10
einsitziger Aufklärer, der aus dem F.Mk.6 entwickelt wurde, fast alle eingesetzt bei der RAF Germany, 33 umgerüstete F.Mk.6
Hunter GA.Mk.11
einsitzige Bodenangriffsversion des F.(G.A.)Mk.9, der für die RN entwickelt wurde
Hunter T.Mk.12
Zweisitzer für TSR.2-Versuche
Die in den Niederlanden und Belgien in Lizenz gebauten Hunter für die Königliche bzw. die Belgische Luftmacht führten die gleichen Baureihenbezeichnungen wie die britischen Exemplare.
Die folgenden Versionen waren Bezeichnungen für den Export:
- F.Mk.50: Exportmodell auf Basis des F.Mk.4 für die schwedische Flygvapnet, dort als J 34 bezeichnet, 120 gebaut
- F.Mk.51: Exportmodell auf Basis des F.Mk.4 für die dänische Flyvevåbnet, 30 gebaut
- F.Mk.52: Exportmodell auf Basis des F.Mk.4 für Peru
- T.Mk.53: Exportmodell auf Basis des F.Mk.4 (Tragflächen ohne Vorderkantenversatz) und des zweisitzigen Trainers T.Mk.7, für die dänische Flyvevåbnet, 2 gebaut
- F.Mk.56: Exportmodell des F.Mk.6 mit kleineren Modifikationen für die Indian Air Force (IAF), 144 neu gebaut, 16 umgerüstete F.Mk.6
- FGA.Mk.56A: Exportmodell des FGA.Mk.9 für die IAF, 53 umgerüstet
- FGA.Mk.57: Exportmodell der F.Mk.6 für die Kuwaitischen Luftstreitkräfte, 6 umgerüstet
- F.Mk.58: Exportmodell des F.Mk.6 für die Schweizer Luftwaffe, 88 neu gebaut, 12 umgerüstete F.Mk.6
- F.Mk.58A: Exportmodell der FGA.Mk.9 für die Schweizer Luftwaffe, 52 umgerüstet
- FGA.Mk.59/59A: Exportmodell des F.Mk.6 für die Irakische Luftwaffe, 24/18 umgerüstet
- FR.Mk.59B: Exportmodell des FR.Mk.10 für den Irak, 4 umgerüstet
- F.Mk.60: Exportmodell der F.Mk.6 für die Royal Saudi Air Force, 4 umgerüsteter F.Mk.6
- T.Mk.62: zweisitziger Trainer für Peru, 1 umgerüsteter T.Mk.7
- T.Mk.66: zweisitziger Trainer für die IAF, 22 gebaut
- T.Mk.66B/66C/66D/66E: zweisitziger Trainer für Jordanien (B), den Libanon (C) und die IAF (D/E), 3/3/12/5 umgebaute T.Mk.7
- T.Mk.67: zweisitziger Trainer für Kuwait, 5 umgerüstete T.Mk.66
- T.Mk.68: zweisitziger Trainer für die Schweizer Luftwaffe, 8 umgerüstete T.Mk.66
- T.Mk.69: zweisitziger Trainer für den Irak, 5 umgerüstete T.Mk.66
- FGA.Mk.70/70A : Exportmodell des FGA.Mk.9 für den Libanon, 4/6 umgerüstet
- FGA.Mk.71: Exportmodell des FGA.Mk.9 für die Fuerza Aérea de Chile (FACh), 28 umgerüstet
- FR.71A : Exportmodell des FR.Mk.10 für die FACh, 6 umgerüstet
- T.Mk.72 : zweisitziger Trainer für die FACh, 5 umgerüstete T.Mk.66
- FGA.73/73A/73B: Exportmodell des F.(G.A.)Mk.9 für Jordanien, 8/12/3 umgerüstet
- FGA.74 : Exportmodell des FGA.Mk.9 für die Republic of Singapore Air Force (RSAF), 12 umgerüstet
- FR.74A/74B: Exportmodell des FR.Mk.10 für die RSAF, 4/22 umgerüstet
- T.Mk.75/75A: zweisitziger Trainer für die RSAF, 4/5 umgerüstete T.Mk.66 (ein 75A ging bereits vor seiner Auslieferung verloren)
- FGA.Mk.76: Exportmodell des F.(G.A.)Mk.9 für Abu Dhabi, 7 umgerüstet
- FR.Mk.76A: Exportmodell des F.R.Mk.10 für Abu Dhabi, 3 umgerüstet
- T.Mk.77: zweisitziger Trainer für Abu Dhabi, 2 umgerüstete T.Mk.7
- FGA.Mk.78 : Exportmodell des F.(G.A.)Mk.9 für Katar, 3 umgerüstet
- T.Mk.79: zweisitziger Trainer für Katar, 1 umgerüsteter T.Mk.7
- FGA.Mk.80: Exportmodell von F.(G.A.)Mk.9 für Kenia, 4 umgerüstet
- T.Mk.81: zweisitziger Trainer für Kenia, 2 umgerüstete T.Mk.7

Insgesamt wurden in Großbritannien 1972 Flugzeuge gebaut. Dazu kamen noch 455 Lizenzbauten, die von Avions Fairey in Belgien und von Fokker in den Niederlanden gebaut wurden. Für den Exportmarkt wurden zahlreiche Umbauten vorgenommen.

### Daten des F.(G.A.)Mk.9

Hawker Hunter F5 - ohne Flügelvorderkanten-Versatz ("Sägezahn")

| Kenngröße                         | Daten                                                 |
| --------------------------------- | ----------------------------------------------------- |
| Länge                             | 13,98 m                                               |
| Spannweite                        | 10,26 m                                               |
| Höhe                              | 4,01 m                                                |
| Flügelfläche                      | 32,43 m²                                              |
| Flügelstreckung                   | 3,2                                                   |
| Leermasse                         | 6.020 kg                                              |
| Startmasse, normal                | 8.340 kg                                              |
| max. Startmasse                   | 10.885 kg                                             |
| Höchstgeschwindigkeit in Seehöhe  | 1144 km/h (Mach 0,94)                                 |
| Höchstgeschwindigkeit in 11.000 m | 978 km/h                                              |
| Marschgeschwindigkeit             | 740 km/h                                              |
| Dienstgipfelhöhe                  | 15.250 m                                              |
| Aktionsradius                     | 350–570 km                                            |
| Überführungsreichweite            | 2965 km                                               |
| Anfangssteiggeschwindigkeit       | 40,7 m/s                                              |
| Steigzeit bis 14.000 m            | 6:45 min                                              |
| Triebwerk                         | ein Rolls-Royce Avon 207 mit 4604 kp (45,15 kN) Schub |

## Bewaffnung
Im Rumpf integrierte Rohrwaffen
4 × 30-mm-Maschinenkanone Royal Small Arms Factory ADEN Mk.2 mit je 150 Schuss Munition
Kampfmittel bis zu 1814 kg an sechs Außenlaststationen unter den Tragflächen
Luft-Luft-Lenkflugkörper
- 2–4 × LAU-7/A-Startschiene für je 1 × Ford AIM-9B Sidewinder – infrarotgesteuert für Kurzstrecken

Luft-Boden-Lenkflugkörper
- 2–4 × LAU-117A-Startschienenträger für eine Raytheon AGM-65B Maverick – videogelenkt zur Panzerbekämpfung

Ungelenkte Luft-Boden-Raketen
- 4 × Matra F4 (Matra 155)-Raketen-Rohrstartbehälter für je 18 × SNEB-Luft-Boden-Raketen, Kaliber 68 mm
- 4 × Abel-Raketen-Rohrstartbehälter für je 7 × Bofors M75-Luft-Boden-Raketen; Kaliber 75 mm
- 4 × White & Riches Raketen-Rohrstartbehälter für je 24 × Luft-Boden-Raketen 2-inch RP; Kaliber 51 mm
- 6 × Startschienen für je 4 × RP-3-(Rocket Projectile 3-inch)-Luft-Boden-Raketen; Kaliber 76,2 mm
- 6 × Startschienen für je 2 × Bofors M56-Luft-Boden-Raketen; Kaliber 135 mm
- 4 × Startschienen für je 4 × 8-cm-Flz.-Rakete-Oerlikon-Luft-Boden-Raketen; Kaliber 80 mm
- 4 × Startschienen für je 4 × Oerlikon SURA-D (Hispano SURA R80)-Luft-Boden-Raketen; Kaliber 81 mm
- 8 × Startschienen für je 4 × Oerlikon SURA-FL-Luft-Boden-Raketen; Kaliber 81 mm
- 8 × Startschienen für je 4 × Bofors M55-Luft-Boden-Raketen; Kaliber 75 mm

Ungelenkte Fliegerbomben
- 2 × Hunting Engineering BL755 (264-kg-Panzerbekämpfungs-Streubombe mit 7 × 21 Bomblets)
- 2 × Royal Ordnance 500 lb (227 kg Freifallbombe)
- 4 × Royal Ordnance 250 lb (113 kg Freifallbombe)
- 4 × 4 Royal Ordnance 100 lb (45 kg Freifallbombe)
- 2 × Royal Ordnance 75-Gallonen Napalmbomben
- 2 × Flieger-Sprengbombe 68 (450 kg Freifallbombe)
- 2 × Flieger-Sprengbombe 68/70+ (450 kg Freifallbombe)
- 2 × Panzerbombe 69/71 (450 kg Penetrationsbombe)
- 2 × Feuerbombe 55/69 (400 kg Napalmbombe)
- 2 × 2 Fliegerbomben 38/59 (200 kg Freifallbombe)
- 4 × 4 Fliegerbomben 37/59 (50 kg Freifallbombe)

Externe Behälter
- 2 × abwerfbarer Zusatztank für 675 Liter (230 US-Gallonen) Kerosin
- 2 × abwerfbarer Zusatztank für 455 Liter (100 Gallonen) Kerosin
- 2 × Saab Erijammer A100 (ALQ-503 bzw. Vista-5) EKF-Behälter (Störsender)
- 1 × MBV-25 Schleppwinde für Schleppsack

Selbstschutz
Als aktive Maßnahmen:
- 2 × Täuschkörperwerfer mit je 15 Täuschkörper-Patronen (bspw. Hitzefackeln mit 38 mm Breite und Länge)

## Ehemalige Nutzerstaaten
- Belgien: 257 (113 F.Mk.4 und 144 F.Mk.6), bis auf eine F4 alle Maschinen in Lizenz hergestellt von Avions Fairey und Fokker
- Chile: 29 FGA.Mk.71, 6 FR.Mk.71A und 5 T.Mk.72
- Dänemark: 30 F.Mk.51, 2 T.Mk.53 und 2 T.Mk.7
- Indien: 22 F.Mk.6, 160 F.Mk.56, 53 FGA.Mk.56A und 22 T.Mk.66, 12 T.Mk.66D und 5 T.Mk.66E, einige später vor Ort zu FR.10 umgebaut
- Irak: 15 F.Mk.6, 42 FGA.Mk.59/59A, 4 FR.Mk.59B und 5 T.Mk.69
- Jordanien (Jordanische Luftstreitkräfte): 12 F.Mk.6, 12 FGA.Mk.9, 2 FR.10, 8 FGA.Mk.73, 12 FGA.Mk.73A, 3 FGA.73B und 3 T.Mk.66B
- Katar: 3 FGA.Mk.78 und 1 T.Mk.79
- Kenia: 4 FGA.Mk.80 und 2 T.Mk.81
- Kuwait (Luftwaffe): 6 FGA.Mk.57 und 5 T.Mk.67
- Libanon (Luftstreitkräfte des Libanon): 19 FGA.Mk.70A und 1 T.Mk.66C
- Niederlande (Koninklijke Luchtmacht): 210 (97 F.Mk.4, 93 F.Mk.6 und 20 T.Mk.7), Lizenzherstellung durch Fokker bis auf eine F4 und die T7
- Oman: eine Handvoll F.Mk.6 und weitere ehemals jordanische Exemplare
- Peru: 16 F.Mk.52 und 1 T.Mk.62
- Saudi-Arabien: 4 F.Mk.60 und 2 T.Mk.7
- Singapur (RSAF): 12 FGA.Mk.74, 4 FR.Mk.74A, 22 FR.Mk.74B, 4 T.Mk.75 und 4 T.Mk.75A, einige später vor Ort verschiedentlich umgebaut, diese erhielten den Baureihen-Zusatz „S“
- Schweden: 130 F.Mk.50
- Schweiz (Schweizer Luftwaffe): 160 (100 F.Mk.58, 52 F.Mk.58A 8 T.Mk.68)
- Simbabwe, anfangs noch  Rhodesien, 16 B.2, 4 T.4: 21 FGA.Mk.9, 4 FGA.Mk.80 und 1 T.Mk.81
- Somalia: u. a. T.Mk.77
- Vereinigte Arabische Emirate (Luftwaffe von Abu Dhabi): 7 FGA.Mk.76, 3 FR.Mk.76A und 2 T.Mk.77
- Vereinigtes Königreich (Royal Air Force): (diverse Varianten wie F.Mk.4–6, FGA.Mk.9, T.Mk.7, T.Mk.8B, T.Mk.8C, T.Mk.8M, GA.Mk.11, PR.Mk.11, T.Mk.66B)

### Stationierungsorte in Deutschland
- Royal Air Force Germany

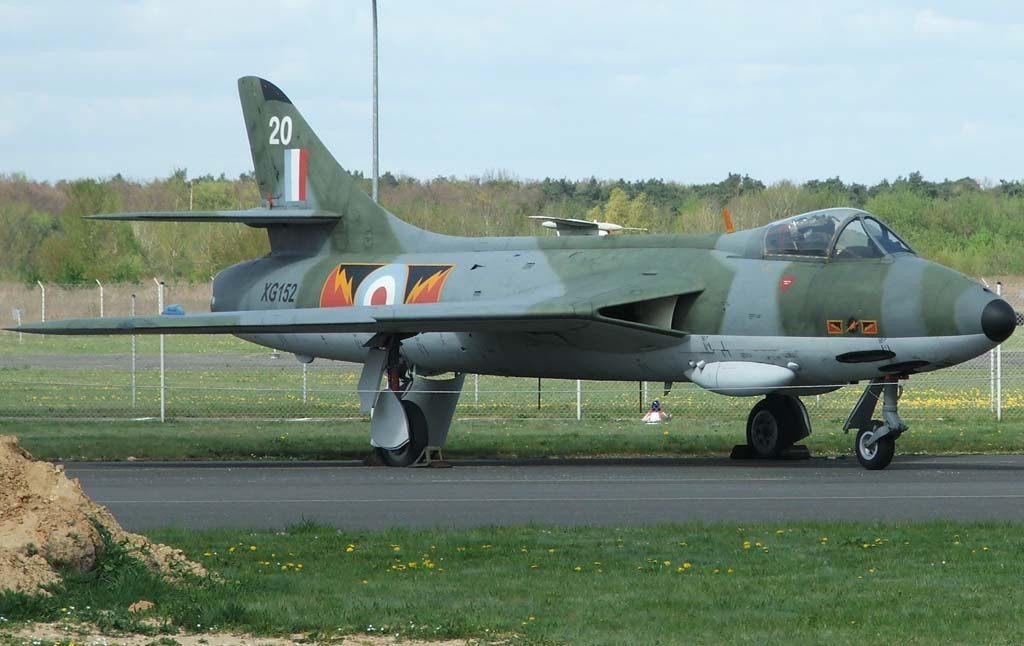
Hunter F6, Gatow, Berlin

  - RAF Brüggen, Januar 1956 bis Mai 1957, Hunter F4 (67., 71., 112. und 130. Squadron)
  - RAF Geilenkirchen, Mai 1956 bis Juli 1957, Hunter F4 (3. und 234. Squadron)
  - RAF Gütersloh, August 1958 bis Mai 1970, Hunter F6/T7/FR10 (2., 4., 14., 20. und 26. Squadron, die ersten beiden mit FR10, im Jahr 1961 verlegten aufgrund von Problemen mit der Landebahn alle Maschinen für einige Monate nach Jever)
  - RAF Jever, April 1955 bis Dezember 1960, Hunter F4/F6 und März bis September 1961, Hunter FR10 (2., 4., 14., 93., 98. und 118. Squadron)
  - RAF Oldenburg, Mai 1955 bis September 1958, Hunter F4 (14., 20. und 26. Squadron)

## Die Hunter in der Schweizer Flugwaffe
In den späten 1950er-Jahren galt es, die ersten Serien der DH.100 Vampire und DH.112 Venom durch moderne Kampfflugzeuge abzulösen. Noch vor der Stornierung des in der Schweiz entwickelten FFA P-16 fiel die Wahl in der Endausscheidung gegen die US-amerikanische F-86 Sabre auf den britischen Hunter Mk 6. Dieser Flugzeugtyp galt in der damaligen Fachwelt als Spitzenprodukt. Am 29. Januar 1958 beschlossen die Eidgenössischen Räte die Beschaffung von 100 dieser Kampfflugzeuge (inkl. Reservematerial und Munition) direkt vom Herstellerwerk und im Kostenumfang von 313 Millionen Schweizer Franken. Bereits im April begann die Auslieferung und Überführung der neuen Maschinen von England in die Schweiz. Dies ermöglichte eine rasche Umschulung der Piloten und des technischen Personals und bereits ein Jahr später waren fünf Fliegerstaffeln auf dem Hunter einsatzbereit. Die Flugzeuge mit der Bezeichnung Hunter Mk. 58 wurden eigentlich für den Luftkampf beschafft, doch hatte sich schon bei der Erprobung eine gute Eignung für Erdkampfaufgaben gezeigt. Dafür erhielten ab 1980 viele dieser Hunter weitere Verbesserungen, zu denen Empfänger für feindliche Radarerfassung gehörten und verlängerte Sammelbehälter für verbrauchte Teile des Munitionsgurtes, die auch gleich die Düppel- und Leuchtbombenwerfer integrierten, außerdem zusätzliche Unterflügelpylone innen für Luft-Boden-Raketen und neue UHF-/VHF-Antennen. In den 1970er-Jahren waren größere Zusatztanks beschafft worden, welche Anpassungen der Landeklappen erforderlich gemacht hatten. Das Flugzeug erwies sich als einsatzsicher, wirkungsvoll und voll miliztauglich.
Zuerst 30 Flugzeuge und nach dem Nullentscheid bei einer Flugzeug-Neubeschaffung in den 1970er-Jahren weitere 30 Flugzeuge wurden als zweite und dritte Serie ausgeliefert und bezeichnet als Typ Mk. 58A, mit Triebwerken Avon Mk. 207 anstelle der originalen Mk. 203.

### Einsatzaufgaben und Flugleistungen
Während der 36-jährigen Verwendungsdauer wurden die Hunter-Kampfflugzeuge mehrmals modifiziert und mit neuen Systemen und Waffenanlagen nachgerüstet. In der Zeit von 1975 bis 1991 waren insgesamt neun Frontstaffeln und eine Sonderstaffel mit dem Hunter ausgerüstet. Mit der Inbetriebnahme der Tiger-Raumschutzjäger wurden die Hunter dann weitgehend von der Luftkampfaufgabe entbunden; ihre Hauptdomäne blieb der Jagdbombereinsatz. Zu diesem Zweck wurde der Hunter zum Tragen von 300-kg-Streubomben Fliegerbombe 79 (BL755) nachgerüstet. Mit der Rüstungsbotschaft 1982 wurden optisch gesteuerte AGM-65-Maverick-Lenkwaffen beschafft, diese wurden 1986 an die Truppe ausgeliefert. Die Hunter-Flotte erbrachte eine Flugleistung von etwa 310.000 Flugstunden bei rund 483.000 Einsätzen. Von insgesamt 160 Maschinen gingen 28 durch Unfälle verloren.

### Ende der Hunter-Ära
Ende 1994 wurden die Hunter-Kampfflugzeuge im Rahmen der Organisation Armee 95 der Schweizer Armee außer Dienst gestellt und die damit ausgerüsteten fliegenden Verbände aufgelöst. Nach über 36 Einsatzjahren galten die Jagdbomber als technisch überaltert; ihre Kampfkraft wäre für ein künftiges Konfliktszenario ungenügend und ihr Unterhalt unverhältnismäßig teuer geworden. Dabei landete der erste seinerzeit in der Schweiz eingesetzte Hunter mit der Registrierung J 4001 symbolisch auf dem Militärflugplatz Dübendorf und wurde dem dortigen Flieger-Flab-Museum übergeben.
Die letzten militärischen Einsätze fanden am 16. Dezember 1994 statt. Die J-4066 erhielt nochmals militärische Kennzeichen und flog als ZZ190 in Großbritannien. Auch die ZZ191 (J-4058) flog dort bis mindestens Juni 2013. Die J-4021 bekam das Kennzeichen ZZ194. Auch über 20 Jahre nach ihrer Ausmusterung in der Schweiz flogen mehrere Schweizer Hunter Zielflüge zum Beispiel in Japan.

## Erhaltene Maschinen

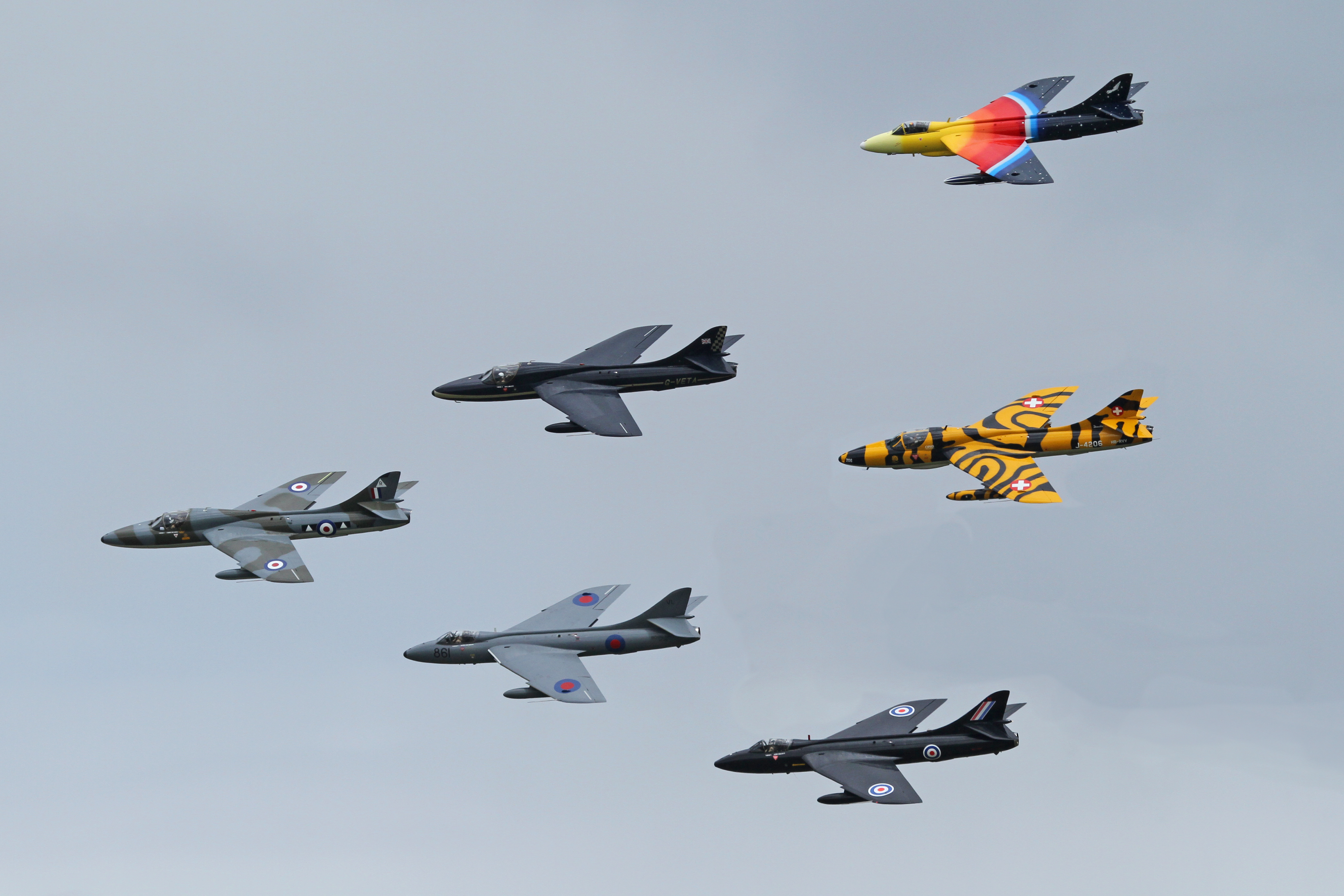
Sechs Hunter im Juli 2011 in Fairford; der getigerte Hunter aus Altenrhein hinten. Das führende Flugzeug WV372/G-BXFI stürzte im Sommer 2015 in Shoreham ab.

Die letzten regelmäßigen operativen Einsätze einer Luftwaffe fanden in Indien als Zielflugzeuge statt. Die Luftwaffe von Simbabwe hielt aber bis mindestens 2022 eine kleine Zahl von Hunter Einsitzern und Zweisitzern flugtauglich "für den Fall, dass die gebraucht würden". Im Libanon waren 2015 noch drei Exemplare und ein Trainer im Einsatz.
In Großbritannien, Kanada und den USA gibt es noch flugfähige Exemplare, bis 2010 auch bei Thundercity in Kapstadt, Südafrika. Die einsitzige niederländische Maschine wurde 2022 stillgelegt und der aus der Schweiz zugekaufte Doppelsitzer, der in Großbritannien hätte registriert werden, hatte den Flugbetrieb nach dem Überflug von Altenrhein nach St. Athan nie aufgenommen.
In der Schweiz gab es mehrere Vereine von ehemaligen Piloten und Mechanikern der Schweizer Luftwaffe, die mehrere Hunter bis 2021/2022 flugtauglich hielten und in zwei zweisitzigen Trainern Flüge für Passagiere anboten. Schweizer Hunter fliegen in Kanada weiter und standen bei der Airborne Tactical Advantage Company (ATAC) weltweit im Einsatz. Der Internetauftritt von ATAC wies den Hunter auch 2025 als aktiv aus.
Darüber hinaus gibt es eine Reihe von Museumsflugzeugen. Eine F.Mk.6A (XG152) in den Farben der 4. Staffel der RAF steht heute im Militärhistorischen Museum Flugplatz Berlin-Gatow, drei Flugzeuge gehören in der Schweiz zum Flieger- und Flab-Museum in Dübendorf und zwei zum Musée Clin D’Ailes in Payerne.

## Zwischenfälle
- Am 4. Dezember 1956 explodierte in einer Hawker Hunter F.6 der britischen Royal Air Force (Luftfahrzeugkennzeichen XE669) das Triebwerk kurz nach dem Start. Die Maschine stürzte 1,6 Kilometer südlich des Flugplatzes Jever (Niedersachsen) (4,3 Kilometer westsüdwestlich von Schortens) ab. Der Pilot konnte sich mit dem Schleudersitz herausschießen, wurde aber getötet, als der Schleudersitz versagte. Ursache des Versagens war, dass die barostatische Zeitverzögerungseinheit versagte. Die Sicherheitsplatte über dem Auslösekolben der ersten Stufe war falsch herum eingebaut und kalibriert worden und verhinderte so die korrekte Funktion des Sitzes. Nachdem alle Hunter in Jever gegroundet worden waren, wurde festgestellt, dass zwei weitere falsch montiert waren.[15][16]

- Am 5. April 1968 nutzte Flight Lieutenant Alan Pollock auf einem Routineflug zum Militärflugplatz West Raynham in Norfolk die Gelegenheit zu einer eigenmächtigen Demonstration über London. Mit seiner Hawker Hunter FGA. 9 (XF442) umrundete er dreimal das britische Parlamentsgebäude, grüßte mit dem typischen „Flügelwippen“ über dem Royal Air Force Memorial und durchflog die Londoner Tower Bridge zwischen den oberen Fußgänger- und den unteren klappbaren Fahrbahnstegen. Mit dieser Aktion wollte er, vier Tage nach dem 50. Jubiläum der Gründung, die Leistungsfähigkeit der Royal Air Force unter Beweis stellen und gleichzeitig gegen die Regierung unter Premierminister Harold Wilson protestieren.[17][18][19]

- Am 18. Mai 2012 stürzte der Hunter Mk. 58 der Airborne Tactical Advantage Company (ATAC) mit dem Kennzeichen N329AX etwa 2 Kilometer vor dem U.S. Navy Stützpunkt Point Mugu ab. Nachdem der Pilot unmittelbar beim Start ein Treibstoff-Ungleichgewicht festgestellt hatte sowie die zwei Tage zuvor gewechselte linke Baugruppe der Treibstoffzufuhr vermutlich nicht ordnungsgemäß funktionierte, entschied sich der Pilot trotz Ratschlag vom Boden und trotz Kenntnis des Wechsels der Baugruppe nicht zur sofortigen Rückkehr. Als der Flug nach dem späteren Umkehrentscheid im Landeanflug unkontrollierbar wurde (möglicherweise durch eine weitere Verschlimmerung durch das Ausfahren der Landeklappen), wartete der Pilot zu lange mit dem Ausstieg und wurde getötet.[20]

- Am 29. Oktober 2014 verunfallte der Hunter Mk. 58 von ATAC mit dem Kennzeichen N332AX beim Anflug auf den U.S. Navy Stützpunkt Point Mugu. Das Flugzeug flog gegen Ende der Umkehrkurve mit einer Geschwindigkeit, welche unter der Mindestgeschwindigkeit lag, worauf ein auf einer Flughöhe von unter 100 Metern fataler Strömungsabriss eintrat. Es gab keine Anzeichen dafür, dass der Pilot einen Ausstiegsversuch unternahm.[21]

- Am 22. August 2015 stürzte eine private Hunter T7 während der Shoreham Airshow auf die Schnellstraße A27 und explodierte. Dabei kamen elf Menschen in ihren Fahrzeugen ums Leben. Der Pilot überlebte schwer verletzt.[22][23]

- Am 22. August 2017 geriet der vom U.S. Navy Stützpunkt Point Mugu gestartete Hunter Mk. 58 mit dem Kennzeichen N338AX während einer militärischen Übung über dem Pazifik in die Wirbelschleppe einer F-35. Nachdem das Flugzeug ins Trudeln geraten war, stieg der Pilot aus. Die Ursache der Unsteuerbarkeit konnte nicht ermittelt werden, da das Flugzeug nicht vom Meeresgrund gehoben wurde.[24]

- Am 12. Dezember 2018 verlor der vom Daniel K. Inouye International Airport in Honolulu gestartete Hunter Mk. 58 mit dem Kennzeichen N323AX kurz nach dem Start die Triebwerksleistung. Nach einem Versuch eines Triebwerksstarts musste der Pilot wegen der geringen Flughöhe aussteigen. Der Grund für den Leistungsabfall konnte nicht eruiert werden.[25]

- Am 20. Juni 2022 verlor der vom Newport News/Williamsburg International Airport gestartete Hunter Mk. 58 mit dem Kennzeichen N337AX während einer militärischen Übung 40 Kilometer südöstlich von Wilmington über dem Atlantik Triebwerksleistung; das Triebwerk fiel auf 5000 Umdrehungen, was nicht ausreicht, um die Höhe zu halten. Auf etwa 1000 Metern Höhe stieg der Pilot aus. Die Ursache war ein defektes Lager der Hochdruckpumpe.[26]